# Cementiri de Saint Fintan (Sutton)

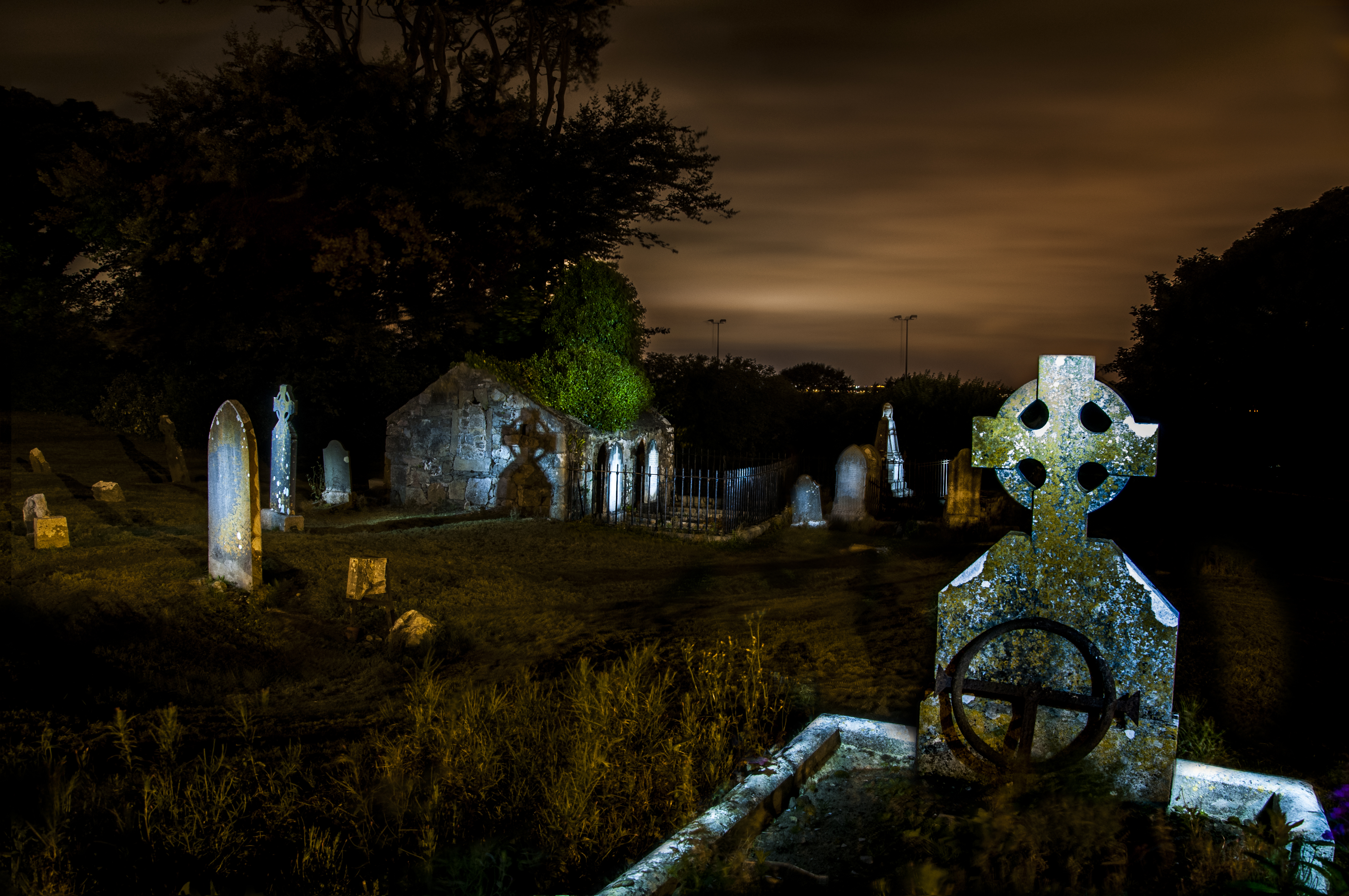
Cementiri de Saint Fintan

El cementiri de Saint Fintan es troba a Sutton, al marge sud de Carrickbrack Road. Es divideix en dues parts: l'antiga, amb la casa del vigilant en ruïnes i les restes de l'antiga església de Saint Fintan, i la nova, més avall del turó.

## Personatges notables enterrats a Saint Fintan
- Phil Lynott, icona de la música roc, antic component del grup Thin Lizzy[1]
- Charles Haughey, antic Taoiseach d'Irlanda que hi fou enterrat amb funerals d'Estat el Bloomsday 16 de juny de 2006[2]
- Pádraic Colum, escriptor[3]
- Dr. Patrick Hillery, 6è President d'Irlanda, enterrat el 16 d'abril de 2008[4]
- Christopher Nolan, autor, enterrat el 24 de febrer de 2009[5]
- Micheál Mac Liammhóir, autor i dramaturg[6]